# O Homem do Norte
The Northman (prt/bra: O Homem do Norte) é um filme de aventura histórico dirigido por Robert Eggers, que co-escreveu o roteiro com Sjón baseado na lenda de Amleto ou Amleth a mesma que supostamente inspirou o dramaturgo William Shakespeare a escrever a peça Hamlet. Situado na virada do século X na Islândia, é estrelado por Alexander Skarsgård no papel do príncipe nórdico Amleth, que busca vingança depois de seu pai ter sido assassinado.

## Elenco
- Alexander Skarsgård como Amleth, um príncipe Viking guerreiro.
  - Oscar Novak como Amleth, jovem
- Nicole Kidman como Rainha Gudrún, mãe de Amleth
- Claes Bang como Fjölnir o Sem-Irmão, tio de Amleth e irmão de Aurvandill.
- Anya Taylor-Joy como Olga da Floresta de Bétulas
- Ethan Hawke como Rei Aurvandill, pai de Amleth e irmão de Fjölnir.
- Willem Dafoe como Heimir o Tolo
- Björk como a Profetisa
- Elliott Rose como Gunnar
- Gustav Lindh como Thorir o Orgulhoso
- Eldar Skar como Finnr o Toco de Nariz
- Phill Martin como Hallgrimr Meio Troll
- Ingvar Eggert Sigurðsson como Bruxo
- Olwen Fouéré como Ashildur Hofgythja
- Kate Dickie como Halldora a Picta
- Ian Whyte como O Montanhês
- Hafþór Júlíus Björnsson como Thorfinnr
- Magne Osnes como Sacerdote Guerreiro
- Ralph Ineson como Capitão Volodymyr
- Doa Barney como Melkorka
- Tadhg Murphy como Eirikr Olho de Chama
- Ian Gerard Whyte como Thorvaldr Matador de Gigantes
- Katie Pattinson como Escudeira
- Murray McArthur como Hákon Barba de Ferro
- Ineta Sliuzaite como Valquíria

## Produção
Em outubro de 2019, foi anunciado que Robert Eggers dirigiria um épico, que ele também co-escreveria com Sjón. Nicole Kidman, Alexander Skarsgård, Anya Taylor-Joy, Bill Skarsgård e Willem Dafoe estavam em negociações para entrar no filme. Todos seriam confirmados em dezembro, junto com a adição de Claes Bang ao elenco. O filme estava oficialmente em preparação em dezembro de 2019 e começaria a ser filmado em Belfast em 2020. Em agosto de 2020, Björk, junto com sua filha Ísadóra Bjarkardóttir Barney, Kate Dickie e Ethan Hawke se juntaram ao elenco do filme, com Focus Features distribuindo na América do Norte, e Universal Pictures com distribuição internacional. Em setembro de 2020, Bill Skarsgård anunciou que havia deixado o filme devido a conflitos de agenda.
As gravações deveriam começar em março de 2020, mas foram interrompidas devido à pandemia de COVID-19. As filmagens começaram em agosto de 2020 em Torr Head, County Antrim e Ballygally perto de Larne na Irlanda do Norte. Em setembro de 2020, a equipe começou a filmar em Malin na cênica Península Inishowen no Condado de Donegal. As filmagens foram concluídas no início de dezembro de 2020.

## Recepção
No agregador de críticas Rotten Tomatoes, que categoriza as opiniões apenas como positivas ou negativas, o filme tem um índice de aprovação de 89% calculado com base em 227 comentários dos críticos. Por comparação, com as mesmas opiniões sendo calculadas usando uma média aritmética ponderada, a nota é 7.7/10 que é seguida do consenso: "Um épico de vingança sangrento e uma maravilha visual de tirar o fôlego, The Northman encontra o cineasta Robert Eggers expandindo seu escopo sem sacrificar nenhum de seu estilo de assinatura". Já no agregador Metacritic, que calcula as notas usando somente uma média aritmética ponderada a partir das avaliações de 49 críticos que escrevem em maioria para a imprensa tradicional, o filme tem uma pontuação de 83 entre 100, com a indicação de "aclamação universal".